# Half leven (boek)
Half leven is de debuutroman van de Belgische auteur en columniste Aya Sabi, gepubliceerd door uitgeverij Das Mag op 26 augustus 2022. Het boek is een familiekroniek over verbinding en vervreemding over drie generaties vrouwen heen, van Marokko tot de Lage Landen.

## Familieroman
Schrijfster Aya Sabi onderzoekt het leven van een moeder, een kleindochter en een grootmoeder. Ze laat drie generaties vrouwen aan het woord in hun zoektocht naar vrouw zijn als moeder, dochter, grootmoeder, echtgenote, weduwe, geliefde. Het is een familiekroniek over hoe pijn generaties openbreekt en verbindt. Het gaat over troost en liefde, verlangens en verdriet in de familierelatie tussen drie vrouwen.
Aya Sabi noemde het boek Half leven omdat het zo moeilijk is om een heel leven vast te leggen.

## Verhaal
De Marokkaanse Fatna heeft twee mislukte huwelijken achter de rug en wil haar eigen pad bewandelen. In 1955 gaat ze als kokkin aan de slag in het huishouden van Lalla Touria, een spil in een Marokkaanse verzetsbeweging tegen de Franse kolonisator. Haar passie voor koken vervult haar leven.
Haar dochter Hamouda verhuist in 1979 naar Nederland. Ze is verliefd op een kleermaker in Marokko en toch trouwt ze met een ver familielid van haar moeder. Het is een ongelukkig huwelijk maar scheiden wil ze niet. De dochter schrijft brieven aan haar geliefde in Marokko maar verbrandt ze terstond.
Hamouda’s dochter Shams, opgeleid tot historicus, begrijpt haar moeder niet. De kleindochter schrijft gedreven essays over de geschiedenis van haar moeder en grootmoeder in een poging hen beter te leren kennen en zich te verzoenen met haar familiegeschiedenis.
Ondanks het generatieverschil en hun verschillende talen vinden de vrouwen elkaar.

## Ontvangst
Het boek is overwegend positief ontvangen. Vrtnws.be en Het Belang van Limburg namen het op in hun lijstjes aanbevolen boeken. Ook De Morgen is positief: "Tijdens het lezen kun je de dadels, het koekjesdeeg, de pannenkoeken, de couscous en de gekonfijte citroenen haast proeven. Je ziet de bergen, de Sahara en de olijfbomen voor je tijdens een zintuiglijke reis over een vrouw die de onafhankelijkheidsstrijd van Marokko (1956) van dichtbij meemaakt.", evenals Het Parool: "De roman [leest] als een intiem en oorspronkelijk verhaal." en De Volkskrant: "Aya Sabi laat mooi zien hoeveel er binnen drie generaties kan veranderen". De recensie van het Friesch Dagblad gaf als titel mee: "In haar roman Half leven schetst Aya Sabi hoe pijn die vrouwen meemaken, voelbaar blijft, en zich voortzet door de generaties heen.
Er zijn echter ook kritische geluiden, zoals in De Standaard die schrijft dat "De literaire ambitie van de schrijfster groter [is] dan haar verteltalent." De Volkskrant ervaart de roman soms als "wat ongebalanceerd, topzwaar geladen met gevoel", waarbij de schrijfster te nadrukkelijk aanwezig is in de tekst. Het Parool merkt op dat de schrijfster de analyse over de man-vrouwverhoudingen zo scherp neerzet dat het geen ruimte meer overlaat aan de lezer om zelf duiding aan het verhaal te geven.